# Джентльмен-шоу
«Джентльмен-шоу» — гумористичне телевізійне шоу, засноване учасниками команди КВН Одеського державного університету «Клуб одеських джентльменів» незабаром після перемоги в першому, після 15-річного перерви, сезоні відродженого КВН 1986-87 років. Шоу створювалося в Одесі і вперше вийшло в ефір 13 травня 1991 року. З 13 травня 1991 по жовтня 1996 року «Джентльмен-шоу» виходило на РТР. З листопада 1996 по 15 вересня 2000 року шоу виходило на ОРТ. Пізніше 12 випусків програми вийшли на РТР і проект тимчасово зупинили. З 2002 року по 2005 рік програма виходила на каналі Інтер, де було випущено ще 56 серій.
У перших випусках передачі брали участь 20 і більше учасників, поступово склад передачі скоротився до 4-5 основних акторів.
Спочатку програму вели Олег Філімонов і Едуард Цирюльников. З 1994 року беззмінним ведучим передачі був один Олег Філімонов.
З 1991 по 1996 рік «Джентльмен-шоу» виходив раз на місяць, з 1997 по 1999 два рази на місяць, а з 1999 програма стала виходити щотижня. Програма випускалася продюсерським центром Московський стиль.

## Рубрики
- Джентльменська служба новин
- Одеська комунальна квартира
- Найкраща 10 анекдотів (після деномінації 1998 року — 5).
- СНД Реклама
- Дерибасівській кут
- Елка і кореша
- Куточок високої моди
- На добраніч, дорослі
- З 1 квітня
- Вованіада
- Лебедина пісня року
- Одеські куплети
- Нове життя старого кіно
- Зіграємо в ящик!
- Їх не знали тільки в обличчя
- Шпигунські страхи
- Казарма
- Фабрика анекдотів
- Моя друга тато
- Міліцейська академія
- Село «Тупі кути»
- Одеська аптека
- Косе дзеркало
- Скажені бабки
- Рекламне агентство
- Наші в космосі
- Shop-шоу
- Музичний лікнеп
- Школа джентльменських манер

## Актори
- Олег Філімонов (1991—2005)
- Яніслав Левінзон (1991, 1999—2005)
- Владислав Царьов (1991—2001)
- Євген Хаїт (1991—2005)
- Євген Камінський (1991—1992)
- Анатолій Контуш (1991—1992)
- Едуард Цирюльников (1991—1994)
- Юрій Сичов (1992—1995)
- Ігор Міняйло (1991—2001)
- Олег Школьник (1993—2005)
- Яків Гопп (1996—2005)
- Давид Макаревський (1991—1996)
- Максим Горохов (1991—1995)
- Юрій Вотяков (1991—1996)
- Михайло Поділлям (1993—2005)
- Михайло Бураченко (1996—2001)
- Дмитро Кошляк (1996)
- Ірина Токарчук (1992—2005)
- Володимир Величко (1991—2001)
- Сергій Олех (1991—1993)
- Микола Хінчікашвілі (1991—1992)
- Тамара Мороз (1991—1992)
- Оксана Науменко (1991—1995)
- Сергій Таланов (1995—1997)
- Ернест Штейнберг (1991—1995)
- Юрій Стіцьковський (1995—1998)
- Міла Птушко (1991—1992)
- Михайло Біжікіян (1994—2005)
- Лідія Губська (1996—1999)
- Ігор Кнеллер (1991—1992)
- Олександр Невгомонний (1992—1996)
- Амби Скарга (1996—1999)
- Йомі Олу-Джордан (1999—2005)
- Олександр Чеканов (2001—2005)

## Заставки

### Сезон 1991—1992
- З 1991 по 1992 рік була проста заставка-картинка. На темному фоні були зображені сорочка з метеликом та кольоровий написом великими літерами навколо «Джентльмен-шоу». заставка йшла всього 4 секунди. Використовувалася між сюжетами та перед титрами. на youtube [Архівовано 24 квітня 2013 у Wayback Machine.]

### Сезон 1993—1996
- C 1993 по 1996 рік використовувалася більш прогресивна заставка: спочатку йшла заставка виробників «Московський стиль» та «Золотий дюк». Потім на білому тлі з'являлися піджак, шарфик та метелик. Біля них вилітала тростина та закриті круглі годинники, потім години відкривалися і на кришці з'являлося назва програми.на youtube [Архівовано 11 жовтня 2016 у Wayback Machine.]

- Між сюжетами була психоделічна заставка: на білому тлі з'являвся імпровізований більярдний стіл з кулями. Стіл всіляко вигинався. Потім кулі розліталися і на середньому було написано «Джентльмен-шоу». Заставка супроводжується дивними звуками.C 0:00 по 0:06 [Архівовано 23 квітня 2013 у Wayback Machine.].

- Після закінчення програми була наступна заставка: на білому тлі навколо чорної тканини з'являлися великі трубки. Потім у них насипався тютюн і вони починали диміти. Коли дим загороджував все зображення виникало назву. Заставка та титри під пісню «У Чорного моря». 5:56 по 7:12 [Архівовано 28 вересня 2016 у Wayback Machine.] 1995 року в «Ретроспективі» ця заставка була прискореною.

### Сезон 1996
- На тлі червоних штор з'являється чорний папір, яка потім перетворювалася на метелика. Потім руки Олега Філімонова «одягали» метелика та штори ставали блакитними. Зверху з'являвся зменшений варіант напису «Джентльмен-шоу» сезону 1993-95.

c 0:10 по 0:16
- Між сюжетами з'являлася та ж сама заставка що раніше, але на тлі блакитних штор.

- По закінченні повторювалася початкова заставка. Потім напис зникав та починалися титри під мелодію з фільму Шерлок Холмс — У каміна.

### Сезон 1997—2005
- На тлі коричневих штор висів екран, на якому повторювалися фрагменти минулих передач. Екран перетворювався на метелика, потім штора відсувалася та з'являлася назву, таку-ж як і в минулому сезоні.на youtube [Архівовано 23 квітня 2013 у Wayback Machine.]

- Між сюжетами йшла та ж заставка, але вже на тлі коричневих штор.

- Після закінчення програми назва залітала назад за штору, і звучала минусовка пісні «У Чорного моря» без слів.

## Мовлення

### Прем'єри
- З 13 травня 1991 року по жовтня 1996 року, і з 22 грудня 2000 року по 9 березня 2001 року «Джентльмен-шоу» виходив на РТР.
- З листопада 1996 року по 15 вересня 2000 року шоу виходило на ОРТ.
- У 2001–2005 роках шоу виходило на каналі Інтер.

### Повтори
- З 1996 по 1998 рік повтори йшли на Телеекспо.
- З 1996 по 2000 рік на каналі Інтер.
- У 2002 році на СТС нарізки програми під назвою «Філімонов і Ко».
- У 2007 році нарізки програми під назвою "Фабрика сміху" виходили на ДТВ.
- У 2008 році на каналі НТВ Мир, без ведучого, титрів та бесід джентльменів.
- На початку 2009 року повтори випусків 2008 року на каналі Мир.
- З 2007 року на каналі Юмор ТВ, транслювалися серії зняті виключно у 2001–2005 роках.
- З 2009 по 2011 роки на каналі Гумор ТБ

## Нагороди
- У 2001 році програма перемогла в номінації «Гумористична програма» премії Телетріумф.

## Цікаві факти
- У 1992-94 роках в 3 серіях (11, 36 і 42) брали участь «Маски» 2 випуску називалися «Маски і Джентльмени» які потім стали серіями «Масок» а 42 був випуском який присвячений 200 — річчю Одеси.

## Музичні теми
- З самого початку у вступній заставці звучала мелодія з фільму телевізійного фільму «Шерлок Холмс» — «Увертюра». (Композитор Володимир Дашкевич).
- C 1992 по 2001 рік під час «бесід джентльменів» звучала мелодія Скотта Джопліна — «The entertainer» — у виконанні Раймонда Паулса («Увеселітель»).
- У десятці або п'ятірці анекдотів звучала мелодія з симфонічного ансамблю.
- Після закінчення програми з 1991 по 1995 рік звучала пісня Леоніда Утьосова «У Чорного моря» (очевидно, вибір цієї пісні був для того, щоб долучитися до «перлини біля моря»). У сезоні 1996 звучала ще одна мелодія з фільму «Шерлок Холмс» — «У каміна». А з 1997 по 2005 рік для версій ОРТ та Інтер звучала минусовка пісні У чорного моря без слів.
- У 1992—1994 роках у рубриці «Одеські підсумки» звучала аранжування музики з програми «Итоги». Крім того використовувалися аранжування пісень «Мурка», «На Тихорєцьку», «Yakety Sax».